# Insulin detemir
Insulin Detemir, được bán dưới tên Levemir cùng với các loại khác, là một loại insulin có tác dụng lâu dài được sử dụng để điều trị bệnh đái tháo đường loại 1 và loại 2. Nó được sử dụng bằng cách tiêm dưới da. Nó có hiệu quả đến 24 giờ.
Các tác dụng phụ thường gặp bao gồm lượng đường trong máu thấp, phản ứng dị ứng, đau tại chỗ tiêm và tăng cân. Sử dụng trong thai kỳ và cho con bú xuất hiện an toàn. Nó hoạt động bằng cách tăng lượng glucose mà các mô lấy vào và giảm lượng glucose do gan tạo ra.
Insulin Detemir đã được chấp thuận cho sử dụng y tế tại Hoa Kỳ vào năm 2005. Tại Vương quốc Anh, NHS có giá khoảng 2,80 bảng / 100 đơn vị tính đến năm 2019. Tại Hoa Kỳ, chi phí bán buôn của số tiền này là khoảng US $ 29,50. Năm 2016, đây là loại thuốc được kê đơn nhiều thứ 121 tại Hoa Kỳ với hơn 6 triệu đơn thuốc.

## Sử dụng y tế
Nó được sử dụng để điều trị bệnh đái tháo đường loại 1 và loại 2. Đối với việc quản lý lượng đường trong máu, nó dường như hoạt động ít nhất cũng như insulin NPH và insulin glargine.

## Tác dụng phụ
Các tác dụng phụ thường gặp bao gồm lượng đường trong máu thấp, phản ứng dị ứng, đau tại chỗ tiêm và tăng cân. Sử dụng trong thai kỳ và cho con bú xuất hiện an toàn.

## Hóa học
Nó là một chất tương tự insulin trong đó một axit béo (axit myristic) liên kết với amino acid lysine ở vị trí B29. Nó nhanh chóng được hấp thụ sau đó nó liên kết với albumin trong máu thông qua axit béo ở vị trí B29. Sau đó nó dần dần tách ra khỏi phức tạp này.

## Xã hội và văn hoá
Vào ngày 13 tháng 6 năm 2009, Cơ quan Quản lý Thực phẩm và Dược phẩm Hoa Kỳ (FDA) đã đưa ra một lời khuyên về sức khỏe cộng đồng đối với việc xác định insulin sau khi biết rằng 129.000 lọ thuốc bị đánh cắp đã xuất hiện trở lại và đang được bán ở thị trường Hoa Kỳ. FDA cảnh báo rằng các lọ thuốc bị đánh cắp "có thể không được lưu trữ và xử lý đúng cách và có thể gây nguy hiểm cho bệnh nhân sử dụng". Các lọ bị đánh cắp được xác định là XZF0036, XZF0037 và XZF0038.